# Voshon Lenard
Voshon Kelan Lenard (Detroit, 14 maggio 1973) è un ex cestista statunitense, professionista nella NBA.

## Carriera
È stato selezionato dai Milwaukee Bucks al secondo giro del Draft NBA 1994 (46ª scelta assoluta).

## Statistiche

### College
| Anno      | Squadra                  | PG  | PT  | MP   | TC%  | 3P%  | TL%  | RP  | AP  | PRP | SP  | PP   |
| --------- | ------------------------ | --- | --- | ---- | ---- | ---- | ---- | --- | --- | --- | --- | ---- |
| 1991-1992 | Minnesota Golden Gophers | 32  | 32  | 27,1 | 42,1 | 35,4 | 81,2 | 3,7 | 2,7 | 1,6 | 0,3 | 12,8 |
| 1992-1993 | Minnesota Golden Gophers | 31  | 30  | 28,5 | 48,1 | 36,7 | 80,2 | 3,6 | 2,6 | 1,6 | 0,3 | 17,1 |
| 1993-1994 | Minnesota Golden Gophers | 33  | 33  | 31,2 | 47,2 | 41,1 | 84,4 | 3,7 | 2,2 | 1,3 | 0,4 | 18,9 |
| 1994-1995 | Minnesota Golden Gophers | 31  | 31  | 32,2 | 41,2 | 33,2 | 75,9 | 4,3 | 2,6 | 1,0 | 0,3 | 17,3 |
| Carriera  | Carriera                 | 127 | 126 | 29,7 | 44,8 | 36,6 | 80,2 | 3,8 | 2,5 | 1,4 | 0,3 | 16,6 |

### NBA

#### Regular Season
| Anno      | Squadra             | PG  | PT  | MP   | TC%  | 3P%  | TL%  | RP  | AP  | PRP | SP  | PP   |
| --------- | ------------------- | --- | --- | ---- | ---- | ---- | ---- | --- | --- | --- | --- | ---- |
| 1995-1996 | Miami Heat          | 30  | 0   | 10,8 | 37,6 | 35,6 | 79,1 | 1,7 | 1,0 | 0,2 | 0,0 | 5,9  |
| 1996-1997 | Miami Heat          | 73  | 47  | 28,9 | 45,9 | 41,4 | 81,9 | 3,0 | 2,2 | 0,7 | 0,2 | 12,3 |
| 1997-1998 | Miami Heat          | 81  | 81  | 32,4 | 42,5 | 40,5 | 78,8 | 3,6 | 2,2 | 0,7 | 0,2 | 12,6 |
| 1998-1999 | Miami Heat          | 12  | 2   | 15,8 | 39,2 | 34,3 | 72,7 | 1,3 | 0,8 | 0,3 | 0,1 | 6,8  |
| 1999-2000 | Miami Heat          | 53  | 13  | 27,1 | 40,7 | 39,0 | 79,2 | 2,9 | 2,6 | 0,8 | 0,3 | 11,9 |
| 2000-2001 | Denver Nuggets      | 80  | 58  | 29,1 | 39,7 | 38,5 | 79,7 | 2,9 | 2,4 | 0,8 | 0,2 | 12,2 |
| 2001-2002 | Denver Nuggets      | 71  | 19  | 23,5 | 41,0 | 37,1 | 78,3 | 2,6 | 1,8 | 0,8 | 0,4 | 11,5 |
| 2002-2003 | Toronto Raptors     | 63  | 24  | 30,6 | 40,2 | 36,5 | 80,4 | 3,4 | 2,3 | 0,9 | 0,3 | 14,3 |
| 2003-2004 | Denver Nuggets      | 73  | 70  | 30,6 | 42,2 | 36,7 | 79,1 | 2,7 | 2,1 | 0,8 | 0,2 | 14,2 |
| 2004-2005 | Denver Nuggets      | 3   | 1   | 18,0 | 38,5 | 33,3 | 62,5 | 2,0 | 2,0 | 0,3 | 0,0 | 9,7  |
| 2005-2006 | Denver Nuggets      | 12  | 6   | 19,8 | 40,8 | 28,6 | 38,5 | 2,3 | 1,5 | 0,7 | 0,2 | 8,3  |
| 2005-2006 | Portland T. Blazers | 14  | 0   | 15,7 | 37,5 | 34,9 | 61,1 | 1,4 | 1,6 | 0,9 | 0,1 | 6,6  |
| Carriera  | Carriera            | 565 | 321 | 27,2 | 41,5 | 38,4 | 78,7 | 2,8 | 2,1 | 0,8 | 0,2 | 11,9 |

#### Playoffs
| Anno     | Squadra        | PG | PT | MP   | TC%  | 3P%  | TL%  | RP  | AP  | PRP | SP  | PP   |
| -------- | -------------- | -- | -- | ---- | ---- | ---- | ---- | --- | --- | --- | --- | ---- |
| 1997     | Miami Heat     | 17 | 17 | 32,2 | 40,6 | 39,6 | 86,5 | 2,9 | 2,1 | 0,6 | 0,2 | 11,4 |
| 1998     | Miami Heat     | 5  | 5  | 37,2 | 46,2 | 34,6 | 75,0 | 3,8 | 1,4 | 0,2 | 0,4 | 14,4 |
| 1999     | Miami Heat     | 4  | 0  | 14,3 | 54,5 | 64,3 | 100  | 0,3 | 0,8 | 0,0 | 0,3 | 9,3  |
| 2004     | Denver Nuggets | 5  | 5  | 32,2 | 42,7 | 45,8 | 71,4 | 2,6 | 2,4 | 0,8 | 0,0 | 17,0 |
| Carriera | Carriera       | 31 | 27 | 30,7 | 43,1 | 41,9 | 81,3 | 2,7 | 1,9 | 0,5 | 0,2 | 12,5 |

## Palmarès
- Campione NIT (1993)
- MVP National Invitation Tournament (1993)